# Albert Holfelder
Albert Holfelder (* 21. Mai 1903 in Wien, Österreich-Ungarn; † 3. Mai 1968 in Mitteltal) war ein österreichisch-deutscher Pädagoge und im Nationalsozialismus leitender Beamter im Reichserziehungsministerium (REM).

## Leben
Der Beamten- und Musikersohn studierte von 1921 bis 1924 in Wien Staatswissenschaften, Geschichte und Philosophie. 1926 promovierte er bei Othmar Spann über Friedrich Schellings Soziallehren. Dann wechselte an das Marburger Institut für Grenzlands- und Auslandsdeutschtum und die Deutsche Burse, deren geschäftsführender Leiter unter Johann Wilhelm Mannhardt er 1930 war. Er korrespondierte mit Friedrich Georg Jünger und Ernst Jünger. Von 1930 bis Mai 1933 war er Assistent und Freund Alfred Baeumlers an der TH Dresden, den er an die Universität Berlin begleitete. Dann wurde er im März 1934 zum Professor an die Hochschule für Lehrerbildung Kiel und gleichzeitig von Minister Bernhard Rust ins preußische Kultusministerium berufen. Im Reichsministerium für Wissenschaft, Erziehung und Volksbildung (REM) war er Sachbearbeiter für die Hochschulen für Lehrerbildung. 1936 wurde er Ministerialrat und von 1936 bis 1938 war er Leiter des Ministerbüros im REM. Von 1938 bis 1945 leitete er als Ministerialdirektor das Amt für Erziehung und Ausbildung im REM. Er war bis 1938 Mitherausgeber der Zeitschrift Weltanschauung und Schule. Am 22. Dezember 1939 vertrat er das REM auf der Sitzung im RSHA unter Leitung von Reinhard Heydrich, als Vorschläge zur Bekämpfung der „Jugendverwahrlosung“ vorgelegt wurden, die auf die Errichtung von Jugendkonzentrationslagern hinausliefen. Holfelder gehörte zum SD im RSHA.
1953 wurde Holfelder Cheflektor für Pädagogik des Schulbuchverlags Westermann in Braunschweig sowie Herausgeber der Reihe „Grundthemen pädagogischer Praxis“. Seit 1958 lebte er in Mitteltal. Von Martin Wagenschein wird er als äußerst positiver Förderer pädagogischer Literatur geschildert.
Von 1921 bis 1924 gehörte Holfelder zum Freikorps Oberland, über seinen Bruder Hans Holfelder hatte er Kontakt zum Artamanenbund. Er trat zum 1. Mai 1933 der NSDAP (Mitgliedsnummer 2.459.510) und zum 21. Mai 1934 der SS bei (SS-Nummer 267.229), er war ferner Mitglied im Lebensborn. In der SS erhielt er 1940 den Rang eines SS-Standartenführers. Er erhielt den SS-Totenkopfring und den SS-Ehrendegen.

## Schriften
- Das Ende der normativen Pädagogik. In: „Internationale Zeitschrift für Erziehung“, hg. v. Alfred Baeumler, Bd. IV. 1935
- (Hrsg.): Grundthemen pädagogischer Praxis, Westermann, Braunschweig ca. 1960 bis 1970

## Einzelbelege
1. ↑  Michael Buddrus: Totale Erziehung für den totalen Krieg: Hitlerjugend und nationalsozialistische Jugendpolitik. Band 1. Saur, München 2003, ISBN 3-598-11615-2, S. 424 (eingeschränkte Vorschau in der Google-Buchsuche).
2. ↑  Martin Wagenschein: Erinnerungen für morgen. Beltz, 1983, ISBN 978-3-407-22752-2, S. 71.
3. ↑  Bundesarchiv R 9361-IX KARTEI/16600623
4. ↑  Bundesarchiv R 9361-III/532030

| Personendaten    | Personendaten                                                                            |
| ---------------- | ---------------------------------------------------------------------------------------- |
| NAME             | Holfelder, Albert                                                                        |
| KURZBESCHREIBUNG | österreichisch-deutscher Pädagoge und leitender Beamter des Reichserziehungsministeriums |
| GEBURTSDATUM     | 21. Mai 1903                                                                             |
| GEBURTSORT       | Wien                                                                                     |
| STERBEDATUM      | 3. Mai 1968                                                                              |
| STERBEORT        | Mitteltal                                                                                |